# Аарон Тейлор-Джонсон
А́арон Те́йлор-Джо́нсон (англ. Aaron Taylor-Johnson, нар. 13 червня 1990, Гай Викомб, Бакінгемшир, Велика Британія) — британський актор театру, кіно та телебачення. Відомий за фільмами:  «Ангус, стрінги та поцілунки взасос» (2008), «Стати Джоном Ленноном» (2009), «Пипець» (2010), «Дикуни» (2012), «Анна Кареніна» (2012), «Ґодзілла» (2014), «Месники: Ера Альтрона» (2015), «Нічні звірі» (2016).

## Біографія
Аарон Перрі Джонсон народився 13 червня 1990 року в Гай Викомбі (Бакінгемшир, Англія). Мати — домогосподарка, батько — інженер. Також відомо, що Аарон на 1/8 російський єврей.[джерело?]
Навчався в школі Джека Палмера, вивчаючи драматичне мистецтво, спів, джаз і займаючись акробатикою.

## Кар'єра
Аарон почав акторську кар'єру вже в 6 років, граючи у невеликих виставах. У 1999 році зіграв сина Макдуфа в лондонській постановці шекспірівського «Макбета». Перші епізодичні ролі отримав у фільмі «The Apocalypse» (2000) та серіалі «Armadillo» (2001). У 2002 році виконав головну роль у фільмі «Том і Томас», в якому він грав двох братів-близнюків.
Аарон став відомим завдяки ролі Роббі у фільмі «Ангус, стрінги та поцілунки взасос» 2008 року. У 2009 році зіграв Джона Леннона у художньому біографічному фільмі «Стати Джоном Ленноном», за яку був номінований на премії Лондонського гуртка кінокритиків та Британського незалежного кіно як «Молодий британський виконавець року» та «Кращий актор» відповідно та став лауреатом премії Імперія у номінації «Найкращий дебют».
У 2010 році зіграв головну роль підлітка Дейва Лізевскі у фільмі «Пипець». За цю роль він отримав номінації на премії Teen Choice Awards (Прорив року), Імперія (Найкращий актор) та Британського незалежного кіно (Висхідна зірка). У 2013 році Аарон відтворив цю роль у сиквелі «Пипець 2».
У 2014 році актор отримав роль Форда Броді в фантастичному бойовику Гарета Едвардса — «Ґодзілла», а також супергероя Ртуть у Кінематографічному Всесвіті Marvel («Перший месник: Друга війна», «Месники: Ера Альтрона»).
У 2016 році він зіграв роль Рея, грізного техасця, у трилері Тома Форда «Нічні звірі», за яку отримав «Золотий глобус» у номінації «найкраща чоловіча роль другого плану — кінофільм».
У травні 2021 року Тейлор-Джонсон був затверджений на роль Крейвена-мисливця, ще одного персонажа Marvel, в однойменному фільмі, який вийшов в прокат у 2024 році, як частина Всесвіт персонажів Marvel від Sony Pictures.

## Особисте життя
31 жовтня 2009 року відбулася заручини Аарона з Сем Тейлор-Вуд, а 21 червня 2012 вони одружилися.
У Аарона є дві доньки від Сем Тейлор-Джонсон: Уайльда Рей Джонсон (07.07.2010) і Ромі Хіро Джонсон (18.01.2012).

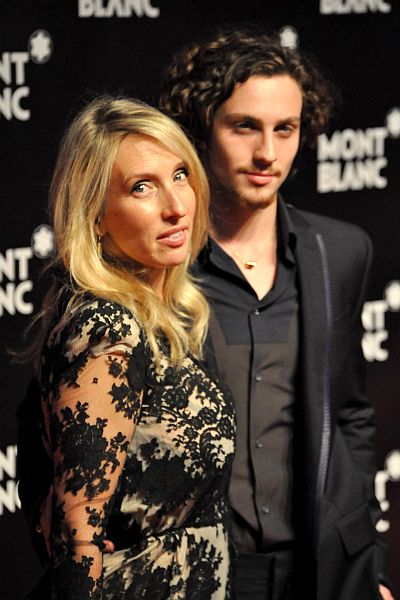
Аарон Джонсон, з Сем Тейлор-Вуд, 2010

## Фільмографія

### Фільми
| Рік  | Фільм                              | Роль                                |
| ---- | ---------------------------------- | ----------------------------------- |
| 2000 | The Apocalypse                     | Йоханан                             |
| 2002 | Том і Томас                        | Том / Томас                         |
| 2003 | Behind Closed Doors                | Сем                                 |
| 2003 | Шанхайські лицарі                  | Чарлі Чаплін                        |
| 2004 | До смерті крутий                   | Джордж                              |
| 2006 | The Thief Lord                     | Проспер                             |
| 2006 | Ілюзіоніст                         | Юний Айзенхайм                      |
| 2006 | Fast Learners                      | Ніл                                 |
| 2007 | Чарівні двері                      | Фліп                                |
| 2008 | Манекен                            | Денні                               |
| 2008 | Ангус, стрінги та поцілунки взасос | Роббі                               |
| 2009 | The Greatest                       | Беннет                              |
| 2009 | Стати Джоном Ленноном              | Джон Леннон                         |
| 2010 | Пипець                             | Дейв Лізевски / Пипець              |
| 2010 | Чат                                | Вільям                              |
| 2011 | Таємничий Альберт Ноббс            | Джо                                 |
| 2012 | Дикуни                             | Бен                                 |
| 2012 | Анна Кареніна                      | Вронський                           |
| 2013 | Пипець 2                           | Дейв Лізевски / Пипець              |
| 2014 | Перший месник: Інша війна          | П'єтро Максімофф / Ртуть            |
| 2014 | Ґодзілла                           | Форд Броді                          |
| 2015 | Месники: Ера Альтрона              | П'єтро Максімофф / Ртуть            |
| 2016 | Нічні звірі                        | Рей Маркус                          |
| 2017 | Стіна                              | Ален Айзек                          |
| 2018 | Король поза законом                | Джеймс Дуглас                       |
| 2018 | Мільйон маленьких шматочків        | Джеймс Фрай                         |
| 2020 | Тенет                              | Айвз                                |
| 2021 | Kingsman: Велика гра               | Лі                                  |
| 2022 | Швидкісний поїзд                   | Мандарин                            |
| 2024 | Каскадер                           | Том Райдер                          |
| 2024 | Крейвен-мисливець                  | Сергій Кравінов / Крейвен-мисливець |
| 2024 | Носферату                          | Фрідріх Гардінг                     |
| 2025 | 28 років потому                    | Джеймі                              |
| 2026 | 28 років потому: Кістяний храм     | Джеймі                              |
| 2026 | Werwulf                            |                                     |

### Телебачення
| Рік       | Назва                                           | Роль              | Примітка              |
| --------- | ----------------------------------------------- | ----------------- | --------------------- |
| 2001      | Armadillo                                       | юний Лорімер Блек |                       |
| 2003      | The Bill                                        | Зак Клоф          | Епізод: «162»         |
| 2004      | Family Business                                 | Пол Салліван      | 1 епізод              |
| 2004      | Feather Boy                                     | Найкер            | 3 епізоди             |
| 2006      | I Shouldn't Be Alive                            | Марк              | 4 епізоди             |
| 2006      | The Best Man                                    | Майкл             | телевізійний фільм    |
| 2006      | Casualty                                        | Джої Бірн         | Епізод: «Silent Ties» |
| 2007      | Talk to Me                                      | Аарон             | 4 епізоди             |
| 2007      | Sherlock Holmes and the Baker Street Irregulars | Фінч              | телевізійний фільм    |
| 2007      | Coming Up                                       | Еоін              | Епізод: «99, 100»     |
| 2007-2008 | Nearly Famous                                   | Оуен              | 6 епізодів            |
| 2021      | Дзвінки / Calls                                 | Марк              | голос                 |

### Зйомки в кліпах
Аарон знявся у відеокліпі групи R.E.M. на пісню «Überlin», режисером якого є його дружина Сем Тейлор-Джонсон.

## Нагороди та номінації
| Нагорода                                  | Рік  | Категорія                            | Результат | Фільм                 |
| ----------------------------------------- | ---- | ------------------------------------ | --------- | --------------------- |
| Премія Лондонського гуртка кінокритиків   | 2009 | Молодий британськи виконавець року   | Номінація | Стати Джоном Ленноном |
| Премія британського незалежного кіно      | 2010 | Найкращий актор                      | Номінація | Стати Джоном Ленноном |
| Empire Awards                             | 2010 | Найкращий дебют                      | Перемога  | Стати Джоном Ленноном |
| Scream Awards                             | 2010 | Найкращий дебют                      | Номінація | Пипець                |
| Scream Awards                             | 2010 | Найкращий фантазійний актор          | Номінація | Пипець                |
| Scream Awards                             | 2010 | Найкращий супергерой                 | Номінація | Пипець                |
| Teen Choice Awards                        | 2010 | Прорив року                          | Номінація | Пипець                |
| Empire Awards                             | 2011 | Найкращий актор                      | Номінація | Пипець                |
| Премія британського незалежного кіно      | 2011 | Висхідна зірка                       | Номінація | Пипець                |
| Товариство кінокритиків Сан-Дієго         | 2016 | Найкраща чоловіча роль другого плану | Номінація | Нічні звірі           |
| Золотий глобус                            | 2017 | Найкраща чоловіча роль другого плану | Перемога  | Нічні звірі           |
| Міжнародний кінофестиваль у Санта-Барбарі | 2017 | Премія "Віртуози"                    | Перемога  | Нічні звірі           |
| БАФТА                                     | 2017 | Найкраща чоловіча роль другого плану | Номінація | Нічні звірі           |